# Eccidio di Opicina
L'eccidio di Opicina del 3 aprile 1944 è stata la più grave strage dei sei episodi violenti avvenuti tra il 7 marzo del 1944 e il 28 aprile del 1945 nella zona triestina.

## Antefatti
Opicina, nota anche come Opcina in triestino e  Opčine in sloveno, è tra le frazioni principali sul Carso di Trieste. Spesso anche conosciuta come Villa Opicina o Poggioreale del Carso, entrambi nomi dell'importante stazione ferroviaria, ma non di Opicina stessa. Il paese è da sempre abitato in prevalenza da popoli di lingua slovena.

Nel 1944 si contavano circa 3.000 abitanti. Tra questi più di 150 aderirono alle unità partigiane, altri 84 invece furono militanti antifascisti. Opicina in pratica raffigurava l’anello di collegamento tra le brigate partigiane del Carso e il movimento di liberazione di Trieste.

Il 2 aprile del 1944 una ordigno esplose nel cinema di Opicina. Le prime notizie parlano di 7 soldati tedeschi morti, cosicché la mattina del 3 aprile 71 prigionieri politici furono prelevate dalle carceri giudiziarie di via Coroneo a Trieste, condotte presso il poligono di Opicina e fucilate per rappresaglia.

I presunti artefici dell’esplosione furono Mirdamat Sejdov e Mehdi Hüseynzadə, due partigiani azeri, conosciuti rispettivamente con i nomi di battaglia Ivan Ruskj e Mihajlo, soldati russi ed ex prigionieri, disertori della Wehrmacht in cui erano stati forzatamente arruolati, per poi passare nelle file partigiane dell’esercito jugoslavo di liberazione. Gli stessi, che con probabilità, venti giorni dopo si resero responsabili dell’attentato all’edificio di palazzo Rittmeyer di via Ghega, che i tedeschi avevano trasformato nella Casa del Soldato tedesco (Deutsches Soldatenheim), un circolo designato a mensa per le truppe tedesche, provocando la morte di cinque soldati tedeschi e la conseguente rappresaglia con l’impiccagione di 51 civili.

Camuffati da soldati tedeschi i due partigiani riuscirono ad accedere al cinema, e dopo aver piazzato l’esplosivo sotto alcuni sedili si allontanarono dall’edificio dileguandosi.

In una rapporto dei Carabinieri del 6 maggio 1944, redatto nella stazione locale circa un mese dopo l’attentato, si narra che la bomba era esplosa circa alle 22, e che la deflagrazione aveva provocato la quasi totale distruzione del cinema. Tuttavia i Carabinieri, subito intervenuti nel luogo dell’attentato per soccorrere, furono allontanati in fretta dalla Gendarmeria tedesca.

Ciò che colpisce del fatto è che solo dopo un mese dall’esecuzione sommaria delle 71 persone si seppe che dalle prime indagini risultassero solo due corpi di militari tedeschi estratti dalle macerie del cinema. Delle altre cinque vittime e dei feriti più o meno gravi si sa poco, eccetto per un corpo, riconosciuto come quello della giovane di anni 21 Ida Chersevan, abitante del posto che aveva assisto allo spettacolo.
 
A questo punto si apre il caso in merito a quante in realtà furono le vittime tedesche dell’attentato, e di conseguenza sull’impatto numerico della rappresaglia che seguì immediatamente dopo.